# Talk That Talk
Talk That Talk шести је студијски албум барбадошке певачице Ријане, објављен 18. новембра 2011. године преко издавачких кућа Def Jam Recordings и SRP Records. Албум је снимљен током „Loud” турнеје између фебруара и новембра 2011, а првобитно је планирано да ово буде реиздање њеног претходног студијског албума Loud (2010). Као извршни продуцент, Ријана је ангажовала велики број продуцената, укључујући Алекса да Кида, Калвина Хариса, музички дует „Chase & Status”, ди-џеја „No I.D.” и продукцијски тим „Stargate” како би постигла жељени звук. Слично претходном албуму, Talk That Talk је денс-поп/РнБ албум са елементима хип хоп, дабстеп, електронске и хаус музике. На албум је имала утицај и денсхол музика, а текстови песама се врте око нихилистичког, романтичног и похотног љубавника.
Talk That Talk је генерално добио позитивне критике музичких критичара, који су хвалили текстове песама, иако је било и оних који су негативно коментарисали тему текстова. Албум је дебитовао на трећем месту америчке рекордне листе Билборд 200 са продајом од 198.000 примерака у првој недељи, а у САД-у је до јуна 2015. продато 1,15 милиона примерака. Албум је такође достигао и на прво место рекордних листа у Аустрији, Новом Зеланду, Норвешкој, Швајцарској и Уједињеном Краљевству, где је продат у приближно 163.000 примерака у првој недељи. У априлу 2012. године, Talk That Talk је сертификован платинастом наградом „Британске фонографске индустрије” за продају у преко 900.000 примерака. Према подацима „Међународне федерације фонографске индустрије”, Talk That Talk је 9. међународно најпродаванији албум у 2011. години. Од марта 2013. албум је продат у више од 5,5 милиона примерака широм света.
Албум садржи шест синглова, укључујући и међународни хит We Found Love, који је такође објављен и као водећи сингл албума. We Found Love је постао Ријанин једанаести сингл који је достигао на прво место америчке рекордне листе Билборд хот 100, а достигао је на прво место листи у још 26 дргих земаља. You da One, Talk That Talk (заједно са Џеј-Зијем) и ремикс песме Birthday Cake (заједно са Крисом Брауном) били су средње-успешни, док је сингл Where Have You Been достигао међу десет најбољих песама у двадесет земаља широм света. Ремиксована верзија песме Cockiness (Love It) (заједно са репером ASAP Rocky) објављена је као шести и последњи сингл са албума.

## Списак песама
| №               | Назив                               | Трајање |  |
| 1.              | You da One                          | 3:18    |  |
| 2.              | Where Have You Been                 | 4:02    |  |
| 3.              | We Found Love (са Калвином Харисом) | 3:35    |  |
| 4.              | Talk That Talk (са Џеј-Зијем)       | 3:30    |  |
| 5.              | Cockiness (Love It)                 | 2:58    |  |
| 6.              | Birthday Cake                       | 1:18    |  |
| 7.              | We All Want Love                    | 3:57    |  |
| 8.              | Drunk on Love                       | 3:31    |  |
| 9.              | Roc Me Out                          | 3:29    |  |
| 10.             | Watch n' Learn                      | 3:29    |  |
| 11.             | Farewell                            | 4:16    |  |
| Укупно трајање: | Укупно трајање:                     | 37:29   |  |

## Достигнућа
| Земља                | Највиша позиција |
| -------------------- | ---------------- |
| Аустралија           | 5                |
| Аустрија             | 1                |
| Белгија (Flanders)   | 3                |
| Белгија (Wallonia)   | 6                |
| Канада               | 3                |
| Чешка                | 16               |
| Данска               | 10               |
| Холандија            | 6                |
| Финска               | 16               |
| Француска            | 2                |
| Немачка              | 3                |
| Грчка                | 5                |
| Мађарска             | 18               |
| Ирска                | 2                |
| Италија              | 10               |
| Јапан                | 11               |
| Мексико              | 26               |
| Нови Зеланд          | 1                |
| Норвешка             | 1                |
| Пољска               | 2                |
| Португал             | 14               |
| Русија               | 3                |
| Шкотска              | 1                |
| Шпанија              | 6                |
| Шведска              | 26               |
| Швајцарска           | 1                |
| Уједињено Краљевство | 1                |
| САД                  | 3                |

| Земља                | Сертификација |
| -------------------- | ------------- |
| Аустралија           | Платинаст     |
| Аустрија             | Златан        |
| Белгија              | Златан        |
| Бразил               | Златан        |
| Данска               | Златан        |
| Немачка              | Златан        |
| Мађарска             | Златан        |
| Ирска                | 3× Платинаст  |
| Италија              | Златан        |
| Јапан                | Златан        |
| Нови Зеланд          | Платинаст     |
| Пољска               | Платинаст     |
| Шпанија              | Златан        |
| Шведска              | Платинаст     |
| Швајцарска           | Платинаст     |
| Уједињено Краљевство | 2× Платинаст  |
| САД                  | Платинаст     |